# أناتو

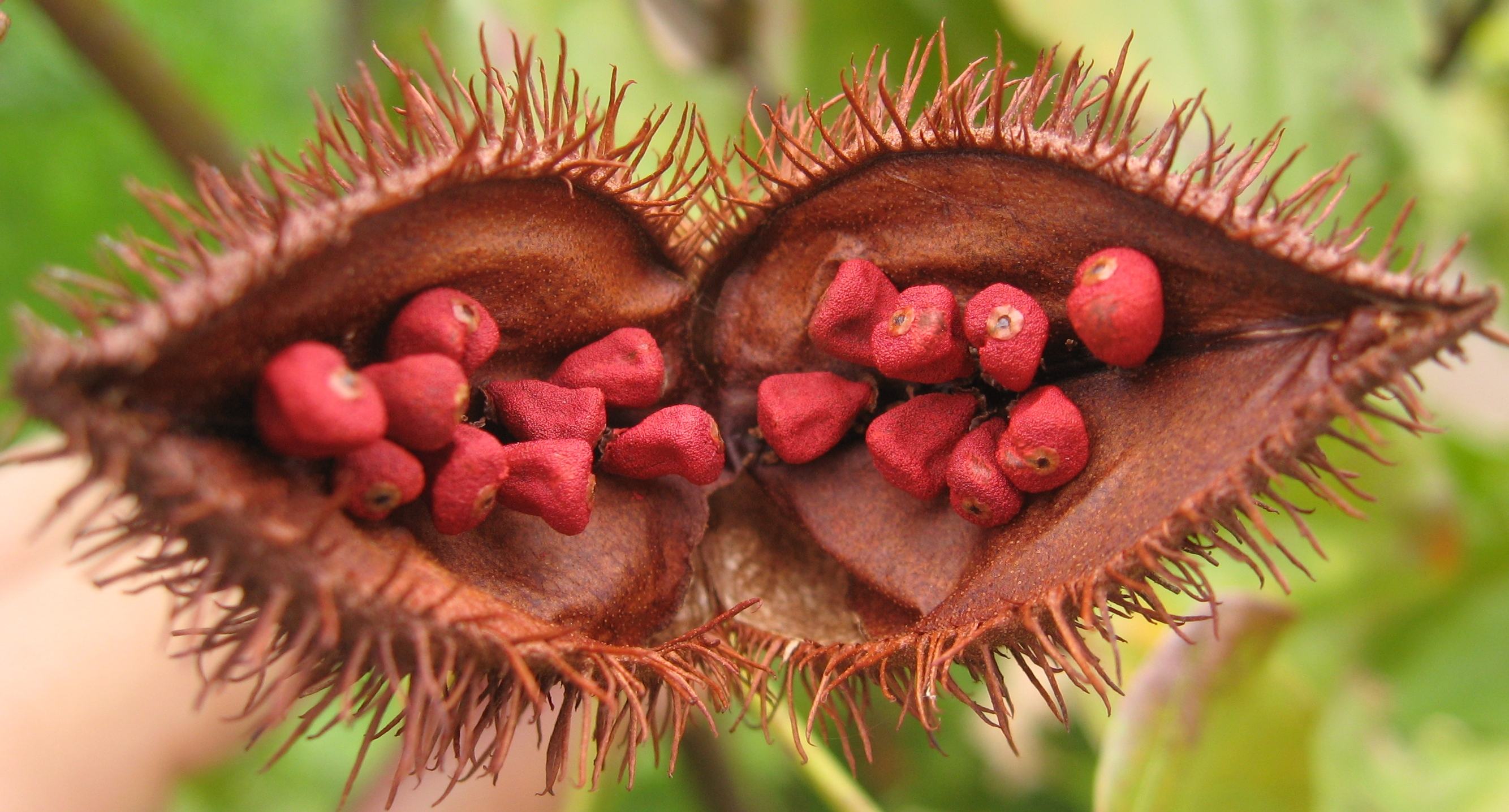
فاكهة شجرة البكسة الأورلانية مفتوحة بها البذور التي يستخرج منها الأناتو

الأناتو هو نوع من التوابل ذو لون أحمر مائل للبرتقالي كما يُستخدم لتلوين الطعام. يُستخرج الأناتو من بذور فاكهة شجرة البكسة الأورلانية. عادة ما يُستخدم في إكساب الطعام لونًا أصفر أو برتقاليًا، وفي بعض الأحيان يُستخدم لإضافة مذاق أو رائحة. تُوصف رائحته بأنها «مائلة إلى رائحة الفلفل إلى حد ما مع لمحة من جوزة الطيب» أما مذاقه فهو «كالمكسرات قليلًا، وحلو، ومائل إلى طعم الفلفل».